# Sandra Lettner
Sandra Lettner (* 14. srpna 2001 Straßwalchen) je rakouská reprezentantka ve sportovním lezení z klubu OeAV Voecklabruck a trénuje jí Ingo Filzwieser. První vítězka letních olympijských her mládeže, juniorská mistryně světa a Evropy.

## Výkony a ocenění
- 2017: juniorská mistryně světa, nominace na LOHM
- 2018: vítězka letních olympijských her mládeže, juniorská mistryně Evropy

### Závodní výsledky
| Mistrovství světa | Mistrovství světa |
| Rok               | 2018              |
| ----------------- | ----------------- |
| Obtížnost         | 22                |
| Rychlost          | 66                |
| Bouldering        | 30                |
| Kombinace         | 24                |

| Světový pohár | Světový pohár |
| Rok           | 2018          |
| ------------- | ------------- |
| Obtížnost     |               |
| jednotlivě*   | ,38,          |
|               |               |
| Bouldering    | 29-30         |
| jednotlivě*   | -,-,-,-,-,-,4 |
|               |               |
| Kombinace     |               |

* poznámka: nalevo jsou poslední závody v roce
| Letní olympijské hry mládeže | Letní olympijské hry mládeže |
| Rok                          | 2018                         |
| ---------------------------- | ---------------------------- |
| Kombinace                    | 1                            |

| Mistrovství světa juniorů | Mistrovství světa juniorů | Mistrovství světa juniorů | Mistrovství světa juniorů | Mistrovství světa juniorů |
| Rok                       | 2015 kat. B               | 2016 kat. B               | 2017 kat. A               | 2018 kat. A               |
| ------------------------- | ------------------------- | ------------------------- | ------------------------- | ------------------------- |
| Obtížnost                 | 12                        | 5                         | 5                         | 3                         |
| Rychlost                  | —                         | 23                        | 24                        | 22                        |
| Bouldering                | 12                        | 5                         | 6                         | 9                         |
| Kombinace                 | —                         | —                         | 1                         |                           |

| Mistrovství Evropy juniorů | Mistrovství Evropy juniorů | Mistrovství Evropy juniorů | Mistrovství Evropy juniorů | Mistrovství Evropy juniorů |
| Rok                        | 2015 kat. B                | 2016 kat. B                | 2017 kat. A                | 2018 kat. A                |
| -------------------------- | -------------------------- | -------------------------- | -------------------------- | -------------------------- |
| Obtížnost                  | 8                          | 2                          | 7                          | 1                          |
| Rychlost                   | —                          | 18                         | 14                         | 14                         |
| Bouldering                 | 14                         | 3                          | 2                          | 3                          |

| Evropský pohár juniorů | Evropský pohár juniorů | Evropský pohár juniorů | Evropský pohár juniorů | Evropský pohár juniorů |
| Rok                    | 2015 kat. B            | 2016 kat. B            | 2017 kat. A            | 2018 kat. A            |
| ---------------------- | ---------------------- | ---------------------- | ---------------------- | ---------------------- |
| Obtížnost              | 3                      | x                      | x                      | x                      |
| jednotlivě* (x/x/x)    | ,                      | ,7,                    | ,,5,,4,                | ,10,                   |
|                        |                        |                        |                        |                        |
| Bouldering             | x                      | 3                      | x                      | x                      |
| jednotlivě* (x/x/x)    | ,13,                   | ,,4,                   | ,                      | ,4,,                   |

* poznámka: nalevo jsou poslední závody v roce